# Die Reise nach Tilsit (1969)
Die Reise nach Tilsit ist ein deutscher Fernsehfilm nach der gleichnamigen Erzählung von Hermann Sudermann.

## Handlung
Der Fischer Ansas lebt mit seiner Frau Indre und seinen Kindern Elske und Endrik in einem Dorf am Kurischen Haff. Er lässt sich von seiner Magd Busze verführen, die Schuldgefühle gegenüber seiner Frau betäubt er mit Schnaps. Als sich die Gerüchte über die Affäre im Dorf verbreiten, lässt Indre sich vom Dorflehrer bezüglich einer Scheidung beraten. Da sie dafür aber vor Gericht die Untreue ihres Mannes beweisen müsste, nimmt sie von einer Scheidung Abstand, fügt sich in ihr Schicksal und hofft, ihr Mann werde wieder auf den richtigen Pfad gelangen. Indres Freundin und Nachbarin Ane fährt ins Nachbardorf zu Indres Vater, dem wohlhabenden Bauern Jakstat, um ihm von Indres Lage zu berichten. Der resolute Jakstat macht sich sofort auf den Weg zu Ansas und Indre: Er verlangt von seinem Schwiegersohn, dass er sofort Busze vom Hof jagt und Indre um Verzeihung bittet, andernfalls würde er das Geld, das er Ansas für dessen Haus geliehen hat, zurückverlangen. Busze muss den Hof verlassen, bleibt aber in der Nähe des Dorfes.
Ansas bemüht sich um die Versöhnung mit seiner Frau. Doch als er von Heydekrug mit einem Seidentuch als Geschenk für Indre zurückkehrt, lauert Busze ihm auf, nimmt ihm das Tuch weg und lockt ihn damit in einen Wald, wo sie ihn erneut verführt. Da Ansas sich gegenüber Indre viel liebevoller und hilfsbereiter verhält als früher, glaubt sie, es sei alles in Ordnung, und ahnt nicht, dass Ansas seine Affäre mit Busze fortsetzt. Diese verlangt von Ansas, sich von Indre scheiden zu lassen unnd mit ihr zu leben, was er aber auch wegen seiner Kinder ablehnt. Dann schmiedet Busze einen Plan, wie Ansas seine Frau unauffällig töten und es wie einen Unfall aussehen lassen kann: Ansas lädt seine Frau zu einem Ausflug nach Tilsit in seinem Fischerboot ein, auf der Rückfahrt will er den Kahn zum Kentern bringen, sodass Indre, die nicht schwimmen kann, ertrinkt. Für sich selbst versteckt Ansas einen Sack mit zwei Binsenbündeln im Boot, die er sich umbinden will, um nicht unterzugehen.
Indre scheint nervös und von bösen Vorahnungen belastet, als die beiden sich auf den Weg machen. In Tilsit angekommen, versucht Ansas die Sorgen seiner Frau zu zerstreuen und ihr einen schönen und ereignisreichen Tag zu bereiten: Er lädt sie in ein edles Kaffeehaus ein, macht ihr Geschenke, lässt sich mit ihr fotografieren und geht abends mit ihr auf den Jahrmarkt. Immer mehr merken beide, was sie aneinander haben, und Ansas will seinen Plan nicht mehr umsetzen. Bei der nächtlichen Rückfahrt fragt Indre erneut nach dem Inhalt des Sackes, und als Ansas nicht antwortet, öffnet sie ihn und enthüllt seinen Mordplan. Sie merkt jedoch, dass er diesen bereits ehrlich bereut, und verzeiht ihm. Die beiden sind versöhnt und lieben sich im Boot, sind dadurch aber abgelenkt und geraten in einen Sturm, der das Boot tatsächlich zum Kentern bringt. Ansas überlässt Indre die Binsenbündel, sodass sie gerettet wird und er ertrinkt. Erst Tage später wird sein Körper an Land gespült.

## Produktion
Der Film wurde in Schleswig-Holstein gedreht, die in Tilsit spielenden Szenen in Kappeln. Die Reise nach Tilsit ist eine Produktion von Elan-Film Gierke & Company im Auftrag des ZDF und wurde am 16. November 1969 zum ersten Mal ausgestrahlt. 2020 erschien er bei Pidax auf DVD.

## Rezeption
„Selbst der versierte Spannungsregisseur Günter Gräwert [...] kann hier nicht verhindern, dass es zum einen oder anderen Durchhänger kommt. Insgesamt holt er aber fraglos das Beste aus dem Stoff heraus und nutzt das dräuende Unheil, um ab dem zweiten Drittel die Spannung gehörig anzuschrauben. Zum weiteren Gelingen des [...] Films tragen auch die stimmungsvollen On-Location-Aufnahmen und das differenzierte Spiel der ausnahmslos guten Darstellerriege bei.“